# Pyrrhura albipectus
La cotorra cuello blanco (Pyrrhura albipectus) es una especie de ave en la familia Psittacidae.

## Descripción
Mide unos 24 cm de largo. La cotorra tiene una corona color lila con franjas grises en su parte posterior, una delgada banda en la frente de color rojo, cachetes con pintas amarillas y verdes y zona de los oídos anaranjada, un collar blanco y pecho amarillo, su vientre y zonas inferiores son verdes. Sus alas son verdes, y su cola es verde y roja. Los juveniles no poseen las bandas de color en la frente y las plumas de los laterales de su cabeza son más pálidas.
Suelen encontrarse en bandadas formadas por 4 a 20 ejemplares. 

## Distribución y hábitat
Se lo encuentra en el sur de Ecuador y norte de Perú. Su hábitat natural son los bosques montanos húmedos subtropicales o tropicales. Se encuentra amenazado por pérdida de hábitat.